# Матеевецкая сельская община
Матеевецкая сельская общи́на (укр. Матеївецька сільська громада) — территориальная община в Коломыйском районе Ивано-Франковской области Украины.
Административный центр — село Матеевцы.
Население составляет 8097 человек. Площадь — 106,7 км².

## Населённые пункты
В состав общины входят 17 сёл:
- Аннов
- Гуцуловка
- Дебеславцы
- Залучье
- Замулинцы
- Коросты
- Кривоброды
- Кринички
- Крапивище
- Липники
- Матеевцы
- Перерыв
- Пилипы
- Семаковцы
- Трач
- Тростянка
- Цуцулин